# Blue Valentine (película)
Blue Valentine (llamada  en México y Perú Triste San Valentín; en Colombia y Venezuela, Corazones rotos) es una película estadounidense independiente de drama romántico dirigida y escrita por Derek Cianfrance, protagonizada por Ryan Gosling y Michelle Williams y estrenada el 29 de diciembre de 2010 en Estados Unidos y el 18 de febrero de 2011 en México. Antes de su estreno comercial en España el 22 de febrero de 2013, la película fue exhibida en el Festival de Cine de Gijón.

## Argumento
Dean y Cindy son un matrimonio joven que lleva siete años juntos y tienen una hija en común. Con el tiempo, ella pierde el interés por su marido, y él, intentando recuperar la pasión en su relación, le propone pasar una noche en un hotel temático. Allí se hospedan en la llamada habitación del futuro, una habitación donde mediante flashbacks recordarán cómo se conocieron, de qué manera se enamoraron y cómo, irremediablemente, su relación empezó a deteriorarse.

## Trama
La película se presenta en una narrativa no lineal. A lo largo de la película, la línea de tiempo actual se entremezcla con la historia de cómo Dean y Cindy se involucraron. El siguiente es un resumen lineal de la trama.
Dean (Ryan Gosling) es un joven sin esperanza en el amor, que abandonó la escuela y trabaja para una empresa de mudanzas en Brooklyn. Cindy (Michelle Williams) es una aspirante a doctora que estudia pre-medicina, vive con sus padres constantemente peleando y cuida a su abuela en Pensilvania. Ella también está saliendo con un compañero llamado Bobby (Mike Vogel). Durante una relación sexual un día, Bobby no usa protección, lo que provoca que Cindy, enojada, rompa con él. Dean y Cindy se reúnen en el hogar de ancianos de su abuela mientras Dean entrega los muebles de un nuevo residente. Él le da su número, pero ella nunca lo llama. Casualmente se encuentran nuevamente en un autobús y comienzan a salir poco después. Los dos se enamoran profundamente y poco después, un Bobby celoso se entera y golpea a Dean.
Cindy descubre que está embarazada y le dice a Dean que es poco probable que el bebé sea suyo. En una clínica de abortos, Cindy decide en el último momento cancelar el procedimiento. Dean consuela a Cindy y le dice que no le importa si el niño no es suyo y que quiere formar una familia con ella. Cindy y Dean se casan.
Cinco años después, la pareja vive en la zona rural de Pensilvania con su hija, Frankie y su perro familiar, Megan. Dean pinta casas para ganarse la vida y tiene problemas con el alcohol, mientras que Cindy es enfermera en una clínica. Megan desaparece un día y es encontrada muerta al lado de la carretera, forzando aún más el matrimonio de la pareja. Después de ver viejos videos familiares, Dean insiste en llevar a Cindy a una escapada romántica en un motel para que puedan tener un tiempo libre de sus vidas preocupadas, Cindy acepta con gran renuencia. En una licorería, Cindy se encuentra con Bobby y comienzan una conversación. Cindy y Dean tienen una discusión en el auto cuando ella menciona haber visto a Bobby de nuevo.
En el motel, Dean constantemente trata de seducir a Cindy, pero ella lo rechaza. Comienzan a pelear y ella lo encierra fuera de la habitación del motel. Cindy es llamada por la clínica temprano en la mañana. Ella toma el automóvil y deja una nota para Dean. En la clínica, el jefe de Cindy, el Dr. Feinberg (Ben Shenkman), le habla sobre un puesto que le había ofrecido. Él le pide que se mude más cerca del trabajo, sugiriendo que podrían pasar tiempo juntos los fines de semana. Visiblemente molesta, Cindy dice que previamente pensó que él le había ofrecido el puesto por sus habilidades laborales.
Enfadado porque Cindy dejó el motel sin despertarlo, Dean aparece borracho en la clínica. Él tiene una acalorada discusión con Cindy que conduce a un violento altercado con el Dr. Feinberg. El Dr. Feinberg patea a Dean y despide a Cindy de su trabajo. Cindy exige un divorcio a Dean mientras abandona la clínica. En la casa de sus padres, Dean intenta persuadir a Cindy para que le dé otra oportunidad al matrimonio y le pregunta si quiere que su hija crezca en un hogar roto. Cindy dice que no quiere que Frankie crezca con padres que son tan odiosos el uno con el otro.
Después de que Dean le recuerda a Cindy sus votos matrimoniales, se abrazan y se disculpan. Cindy luego se retira pidiendo a Dean que le dé un poco de espacio. Se ve a Dean alejarse de la casa mientras Frankie corre tras él. Dean le dice a Frankie que vuelva con su madre a pesar de que Frankie le ruega que se quede. Dean la desafía a una carrera en un intento de enviarla de regreso a Cindy. Continúa alejándose mientras Cindy se pone triste con Frankie, que grita "Lo amo".

## Reparto
- Ryan Gosling como Dean Pereira.
- Michelle Williams como Cindy Heller.
- Faith Wladyka como Frankie.
- Mike Vogel como Bobby.
- John Doman como Jerry.
- Ben Shenkman como Dr. Feinberg

## Producción
Se rodó entre mayo y junio de 2009, íntegramente en localizaciones de Estados Unidos. Destacan las ciudades de Carbondale, Scranton y Honesdale en el estado de Pensilvania. Asimismo también se rodaron escenas de la película en diversos barrios de Nueva York como Queens o Manhattan. El inicio del rodaje estaba planificado para la primavera de 2008, pero fue retrasado por la muerte de Heath Ledger, exesposo de Michelle Williams.  Los productores decidieron retrasarlo por respeto a Michelle Williams y la hija de ambos, Matilda. También tomaron esa decisión porque no querían que otra actriz interpretara el personaje de Cindy.

## Recepción

### Respuesta crítica
Blue Valentine recibió la aclamación de la crítica. Según la página de Internet Rotten Tomatoes obtuvo un 88% de comentarios positivos, llegando a la siguiente conclusión: "Una excelente película con interpretaciones de infarto. Ryan Gosling y Michelle Williams en estado puro". Michelle Williams recibió una nominación al Oscar como Mejor Actriz principal.

### Taquilla
Se estrenó el 29 de diciembre de 2010 en sólo 4 salas estadounidenses recaudando más de 193.000 dólares con una media por sala de 48.000 dólares. Posteriormente su exhibición se ha expandido hasta las 415 salas. Hasta la fecha ha recaudado 9 millones en Estados Unidos. Sumando las recaudaciones internacionales la cifra asciende a 12 millones. El presupuesto estimado invertido en la producción es de aproximadamente 1 millón.

### Premios y nominaciones
En 2006, el guion ganó el Chrysler Film Project, una competencia que otorga dinero en efectivo a un destacado director de largometraje supervisado por Independent Feature Project.
| Premio                                                            | Fecha de la ceremonia   | Categoría                                                                                             | Receptor(es)                                                                            | Resultado |
| ----------------------------------------------------------------- | ----------------------- | --- | --------------------------------------------------------------------------------------- | --------- |
| Premios Óscar                                                     | 27 de febrero de 2011   | Mejor actriz                                                                                          | Michelle Williams                                                                       | Nominado  |
| Casting Society of America                                        | 2011                    | Premio Artios por logros sobresalientes en casting - Largometraje de bajo presupuesto - Drama/Comedia | Cindy Tolan, Richard Hicks (LA Casting Consultant), David Rubin (LA Casting Consultant) | Nominado  |
| Asociación de Críticos de Cine de Chicago                         | 20 de diciembre de 2010 | Mejor actor                                                                                           | Ryan Gosling                                                                            | Nominado  |
| Asociación de Críticos de Cine de Chicago                         | 20 de diciembre de 2010 | Mejor actriz                                                                                          | Michelle Williams                                                                       | Nominado  |
| Asociación de Críticos de Cine de Chicago                         | 20 de diciembre de 2010 | Cineasta más prometedor                                                                               | Derek Cianfrance                                                                        | Ganador   |
| Premio Globo de Oro                                               | 16 de enero de 2011     | Mejor actor - Drama                                                                                   | Ryan Gosling                                                                            | Nominado  |
| Premio Globo de Oro                                               | 16 de enero de 2011     | Mejor actriz - Drama                                                                                  | Michelle Williams                                                                       | Nominado  |
| Premios Gotham                                                    | 29 de noviembre de 2010 | Mejor película                                                                                        |                                                                                         | Nominado  |
| Premios Independent Spirit                                        | 26 de febrero de 2011   | Mejor actriz                                                                                          | Michelle Williams                                                                       | Nominado  |
| Círculo de Críticos de Cine de Londres                            | 10 de febrero de 2011   | Mejor actor                                                                                           | Ryan Gosling                                                                            | Nominado  |
| Sociedad de Críticos de Cine en Línea                             | 3 de enero de 2011      | Mejor actor                                                                                           | Ryan Gosling                                                                            | Nominado  |
| Sociedad de Críticos de Cine de San Diego                         | 14 de diciembre de 2010 | Mejor actriz                                                                                          | Michelle Williams                                                                       | Nominado  |
| Círculo de Críticos de Cine del Área de la Bahía de San Francisco | 13 de diciembre de 2010 | Mejor actriz                                                                                          | Michelle Williams                                                                       | Ganador   |
| Premios Satellite                                                 | 19 de diciembre de 2010 | Mejor película                                                                                        |                                                                                         | Nominado  |
| Premios Satellite                                                 | 19 de diciembre de 2010 | Mejor actor                                                                                           | Ryan Gosling                                                                            | Nominado  |
| Premios Satellite                                                 | 19 de diciembre de 2010 | Mejor actriz                                                                                          | Michelle Williams                                                                       | Nominado  |